# Dipnorhynchus
Genre
Dipnorhynchus est un genre fossile de dipneustes de la période du Dévonien inférieur à moyen en Australie et en Allemagne.

## Description
Dipnorhynchus était un poisson pulmoné primitif, mais il avait toujours des caractéristiques qui le distinguaient des autres sarcoptérygiens. Son crâne n'avait pas l'articulation qui divisait le crâne en deux des rhipidistes et les coelacanthes. Au lieu de cela, il s'agissait d'une structure osseuse solide similaire à celle des premiers tétrapodes. Au lieu de dents de joue, Dipnorhynchus avait des plaques en forme de dents sur le palais et la mâchoire inférieure. Aussi comme les vertébrés terrestres, le palais a été fusionné avec la boite crânienne. Il était relativement grand pour un poisson pulmoné, mesurant 90 cm de long.

## Liste des espèces
Selon GBIF (23 août 2023) :
- Dipnorhynchus cathlesae Campbell & Barwick, 1999
- Dipnorhynchus kiandrensis Campbell & Barwick, 1982
- Dipnorhynchus kurikae Campbell & Barwick, 1985
- Dipnorhynchus lehmanni Westoll, 1949
- Dipnorhynchus suessmilchi Etheridge, 1906

## Classification
Pour GBIF (23 août 2023) et Paleobiology Database (23 août 2023), ce taxon a été créé en 1906 par le paléontologue américain Robert Etheridge, Jr (d) (1847-1920). Mais pour BioLib (23 août 2023) et The Taxonomicon (23 août 2023), il s'agirait du paléontologue allemand Otto Jaekel (1863-1929). Néanmoins l'antériorité revient à Etheridge, 1906 qui, par ailleurs, a décrit cette année-là l'espèce Dipnorhynchus suessmilchi.